# Fiesta Nacional del Sol
La Fiesta Nacional del Sol o Fiesta del Sol es una celebración, evento o festival que se lleva a cabo anualmente en la Provincia de San Juan (Argentina) durante la última semana del mes de febrero, a lo largo de cinco días. Dando a través de ella una muestra itineraria de las actividades económicas, costumbres, cultura, personajes y hechos históricos de dicha provincia y el país.
La primera Fiesta del Sol se llevó a cabo en 1972, y recibió denominaciones como Ferisol en 1978, o Exposol en 1992. En 1993, al categorizarla como nacional, se comenzó a denominar Fiesta Nacional del Sol.
El evento incluye desfiles de carruajes e importantes exposiciones temáticas acompañadas de espectáculos con artistas locales, nacionales e internacionales. La fiesta finaliza una exposición, donde lo teatral, variadas coreografías, luces y sonidos, son los protagonistas principales.
Esta fiesta junto a otros festivales nacionales forma parte del ciclo "Festival País", que a través de la Televisión Pública Nacional transmite las celebraciones populares del verano a todo el país.

## Una fiesta en honor al Sol
La Provincia de San Juan presenta características climáticas marcadas por sequedad, la aridez y altos índices de heliofanía. Se trata de una de las jurisdicciones argentinas donde se registran los menores índices de caída de precipitaciones anuales. Esto genera ambientes poco vegetados con una marcada escasez del recurso hídrico y obstáculizando la posibilidad ocupar y/o organizar el territorio.
En estos ambientes secos surcan ríos permanente de limitado caudal producto de la fusión glacio-nival generada por la radiación solar en la Cordillera de los Andes. Estos cursos fluviales son las únicas fuentes de agua para San Juan y brindan y han brindado la posibilidad de construir oasis en los valles o bolsones como: el del Tulum, Ullum, Zonda, Calingasta y Jáchal.
En esos oasis, donde la radiación solar es muy poco obstaculizada, debido a la escasa nubosidad, permite la maduración temprana de cultivos como la vid, duraznos, membrillos, melones, sandías, etc. aportando cultivos primicia en los mercados.
Además, San Juan ha comenzado a producir energía solar en las últimas décadas gracias a los altos índices de heliofanía, convirtiéndose en una provincia pionera en la Argentina.
El Sol es para la Provincia de San Juan un recurso y debido a esto en forma anual se realiza la Fiesta Nacional del Sol.
Existen otros eventos que hacen honor al sol como el Inti Raymi, de origen incaico, o la Fiesta Nacional del Sol y la Familia en San Bernardo, Provincia de Buenos Aires y la Fiesta Nacional del Sol y la Amistad en Coronel Arnold, Provincia de Santa Fe.
Desde el año 2007 cada fiesta llevada a cabo ha seguido un argumento o guion diferente que ha estructurado cada uno de los eventos que la constituyen. El siguiente cuadro muestra cada uno de los diferentes guiones que tuvo la fiesta:
| Guiones de la Fiesta Nacional del Sol \| Edición \| Guion/argumento \| \| ------- \| --------------------------------------------------- \| \| 2007 \| Amanece San Juan \| \| 2008 \| Recuerdos de San Juan \| \| 2009 \| Dones y tesoros de San Juan \| \| 2010 \| Bicentenario de la Patria Voces de Libertad \| \| 2011 \| Sarmiento: un hombre y sus mundos \| \| 2012 \| Vino argentino, bebida nacional \| \| 2013 \| Mujeres argentinas \| \| 2014 \| Raíces de libertad: Latinoamérica, la patria grande \| \| 2015 \| Pasiones Argentinas \| \| 2016 \| Bicentenario de la Independencia Nacional \| \| 2017 \| Sueños de libertad, Cruce de los Andes \| \| 2018 \| Difunta correa, amor de madre \| \| 2019 \| El Calor de lo Nuestro \| \| 2020 \| Evolución \| \| 2023 \| Conectados \| \| 2024 \| Somos energía \| |                                                     |
| Edición | Guion/argumento                                     |
| 2007 | Amanece San Juan                                    |
| 2008 | Recuerdos de San Juan                               |
| 2009 | Dones y tesoros de San Juan                         |
| 2010 | Bicentenario de la Patria Voces de Libertad         |
| 2011 | Sarmiento: un hombre y sus mundos                   |
| 2012 | Vino argentino, bebida nacional                     |
| 2013 | Mujeres argentinas                                  |
| 2014 | Raíces de libertad: Latinoamérica, la patria grande |
| 2015 | Pasiones Argentinas                                 |
| 2016 | Bicentenario de la Independencia Nacional           |
| 2017 | Sueños de libertad, Cruce de los Andes              |
| 2018 | Difunta correa, amor de madre                       |
| 2019 | El Calor de lo Nuestro                              |
| 2020 | Evolución                                           |
| 2023 | Conectados                                          |
| 2024 | Somos energía                                       |

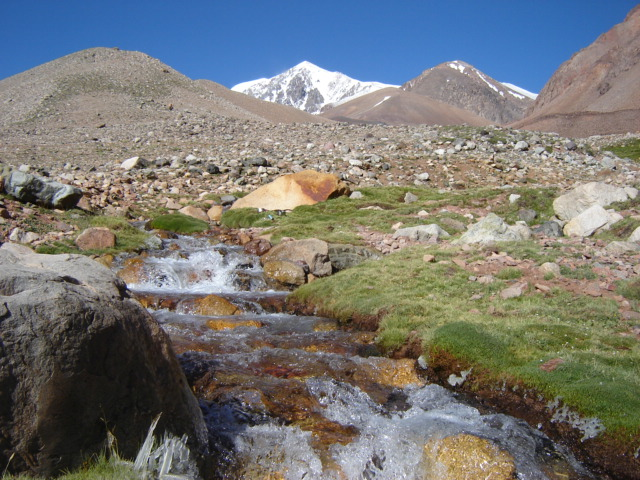
La radiación solar genera la fusión glacio-nival en los Andes, este proceso origina gran parte de los recursos hídricos en San Juan. Vista de los Andes en Calingasta.
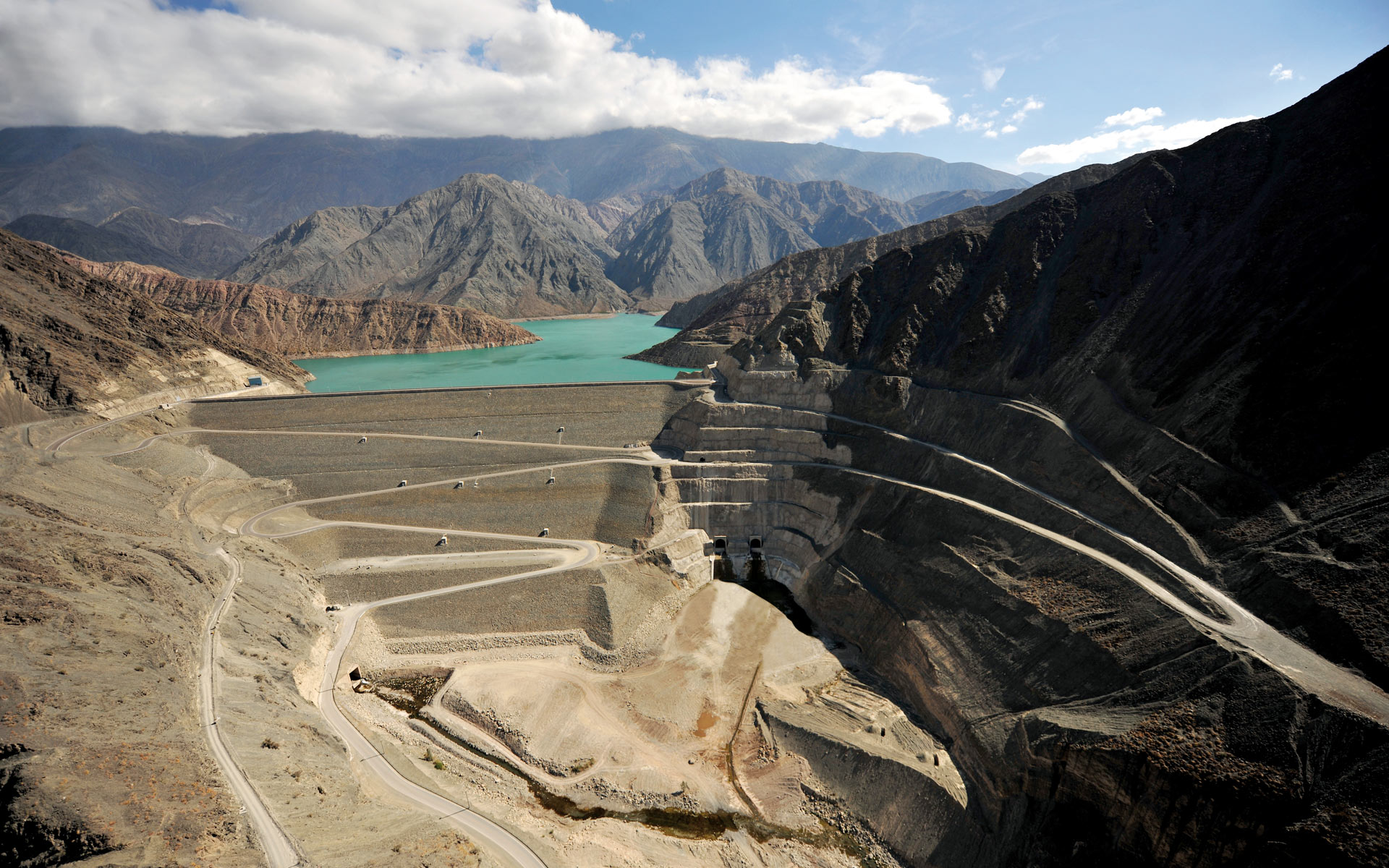
La sistematización del cauces por donde escurre el agua, resultante de la fusión, permite regular la disponibilidad de agua. Vista de la Represa Los Caracoles en el río San Juan.
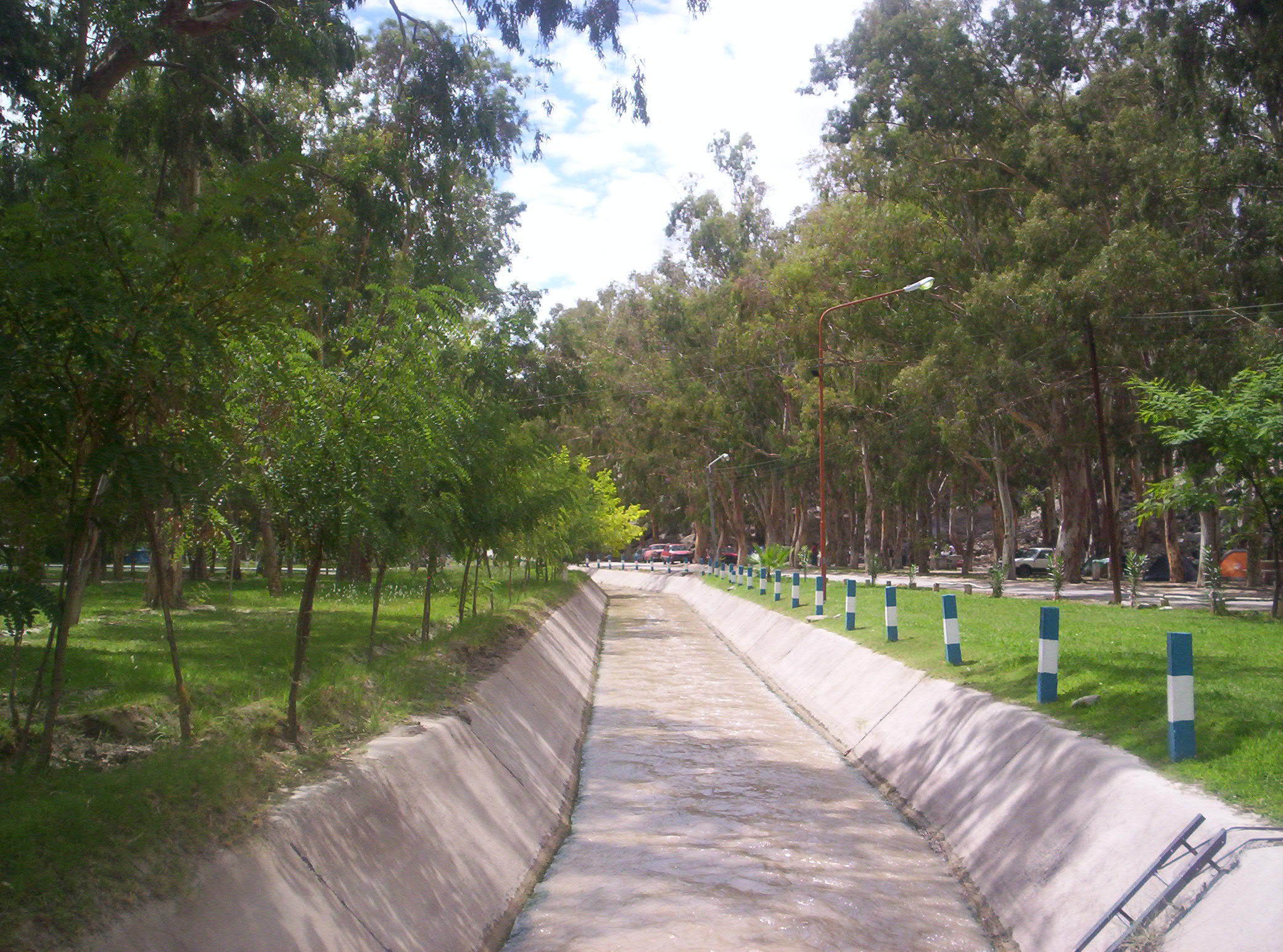
La sistematización de ríos dinamiza redes de riego que distribuyen el agua posibilitando el desarrollo de múltiples actividades. Vista de un canal de riego en Zonda.

## Actos o eventos festivos
La Fiesta Nacional del Sol, se lleva a cabo en diferentes días y sitios de la provincia de San Juan, distinguiéndote eventos centrales y otros eventos secundarios y complementarios de los anteriores.

### Actos o eventos principales
Los eventos centrales se extienden normalmente a lo largo de cinco días a partir del desarrollo de exposiciones, ferias, desfiles de carros alegóricos y espectáculos coreográficos. Dichos eventos son: la Feria temática, Carrusel del Sol y el Espectáculo final o de cierre.
| Eventos centrales de la Fiesta Nacional del Sol \| Evento \| Fecha \| Lugar/sitio \| \| ----------------- \| --------------------------------------------------------------------- \| ----------------------------------------------------- \| \| Feria temática \| Tarde-noche del último martes, miércoles, jueves y viernes de febrero \| Costanera, complejo ferial San Juan \| \| Carrusel del Sol \| Noche del último viernes de febrero \| Calle Fernández (Costanera, complejo ferial San Juan) \| \| Espectáculo final \| Noche del último sábado de febrero \| Costanera, complejo ferial San Juan \| |                                                                       |                                                       |
| Evento | Fecha                                                                 | Lugar/sitio                                           |
| Feria temática | Tarde-noche del último martes, miércoles, jueves y viernes de febrero | Costanera, complejo ferial San Juan                   |
| Carrusel del Sol | Noche del último viernes de febrero                                   | Calle Fernández (Costanera, complejo ferial San Juan) |
| Espectáculo final | Noche del último sábado de febrero                                    | Costanera, complejo ferial San Juan                   |

#### Feria temática
La feria temática se trata de una exposición gastronómica, agroindustrial y turística, principalmente de la Provincia de San Juan, mediante el montaje de una serie de stands. Además se suma un escenario donde cada noche hay artistas locales, nacionales e internacionales.
Este evento se extiende a lo largo de tres o cuatro días y se realizó en diferentes sitios de la ciudad de San Juan como el Predio ferial, la Plaza España y el Parque de Mayo hasta 2018, desde 2019 se realiza en el Costanera complejo ferial San Juan en Chimbas.
En el escenario han actuado artistas locales como: Claudia Pirán y el Chango Huaqueño entre otros. A su vez no han faltado cantantes de renombre nacional como León Gieco, Charly García, Marcela Morelo, Gustavo Rojas, Chaqueño Palavecino, Soledad Pastorutti y el grupo de humoristas Midachi. Otros artistas de reconocimiento internacional como: José Luis Rodríguez, Marco Antonio Solís, Carlos Baute y Ricardo Montaner también han actuado en el escenario de la feria temática.

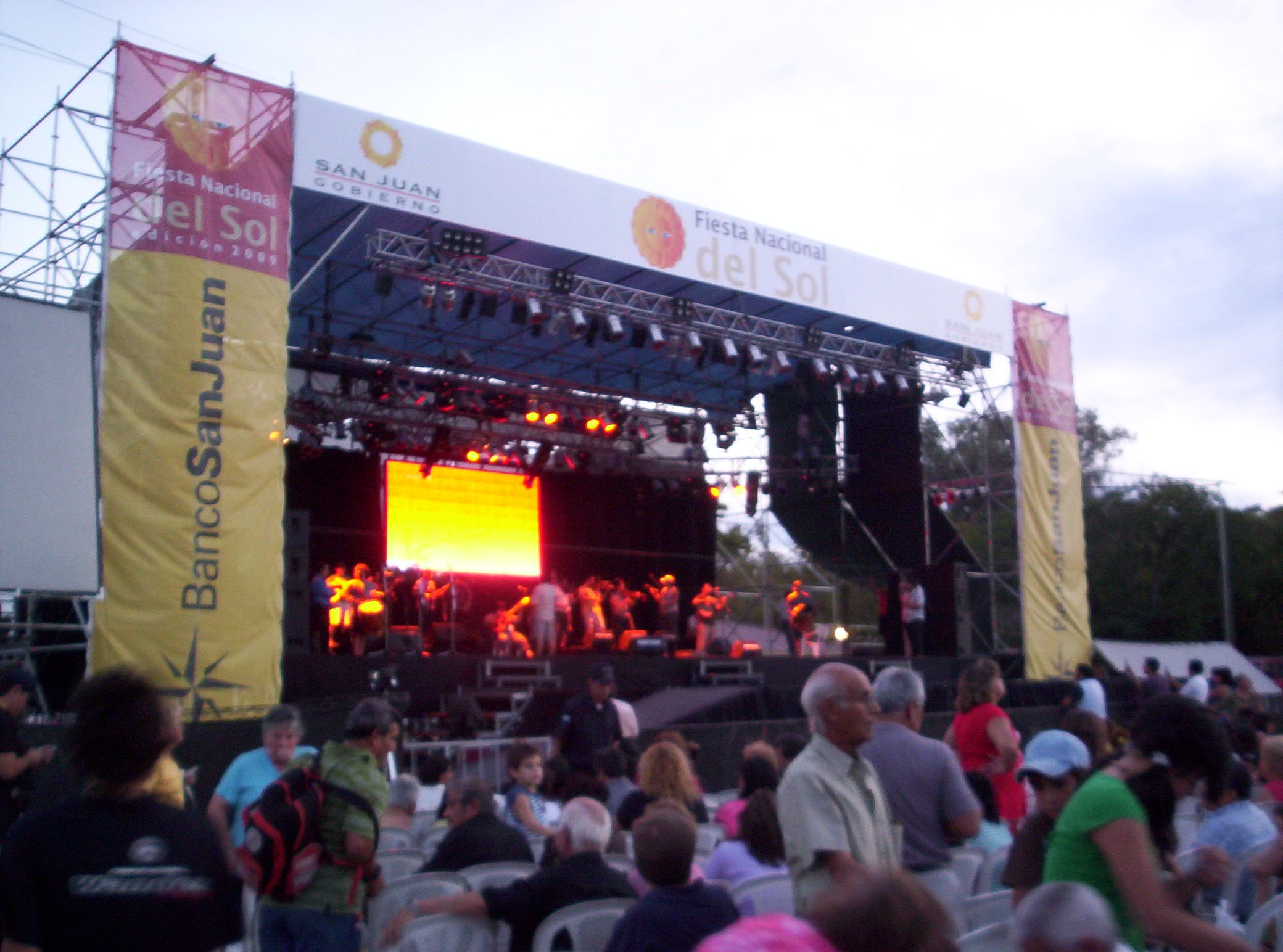
Escenario mayor de la Feria Temática 2009 desarrollada en el predio ferial de la ex Estación de Ferrocarril Belgrano de la ciudad de San Juan.
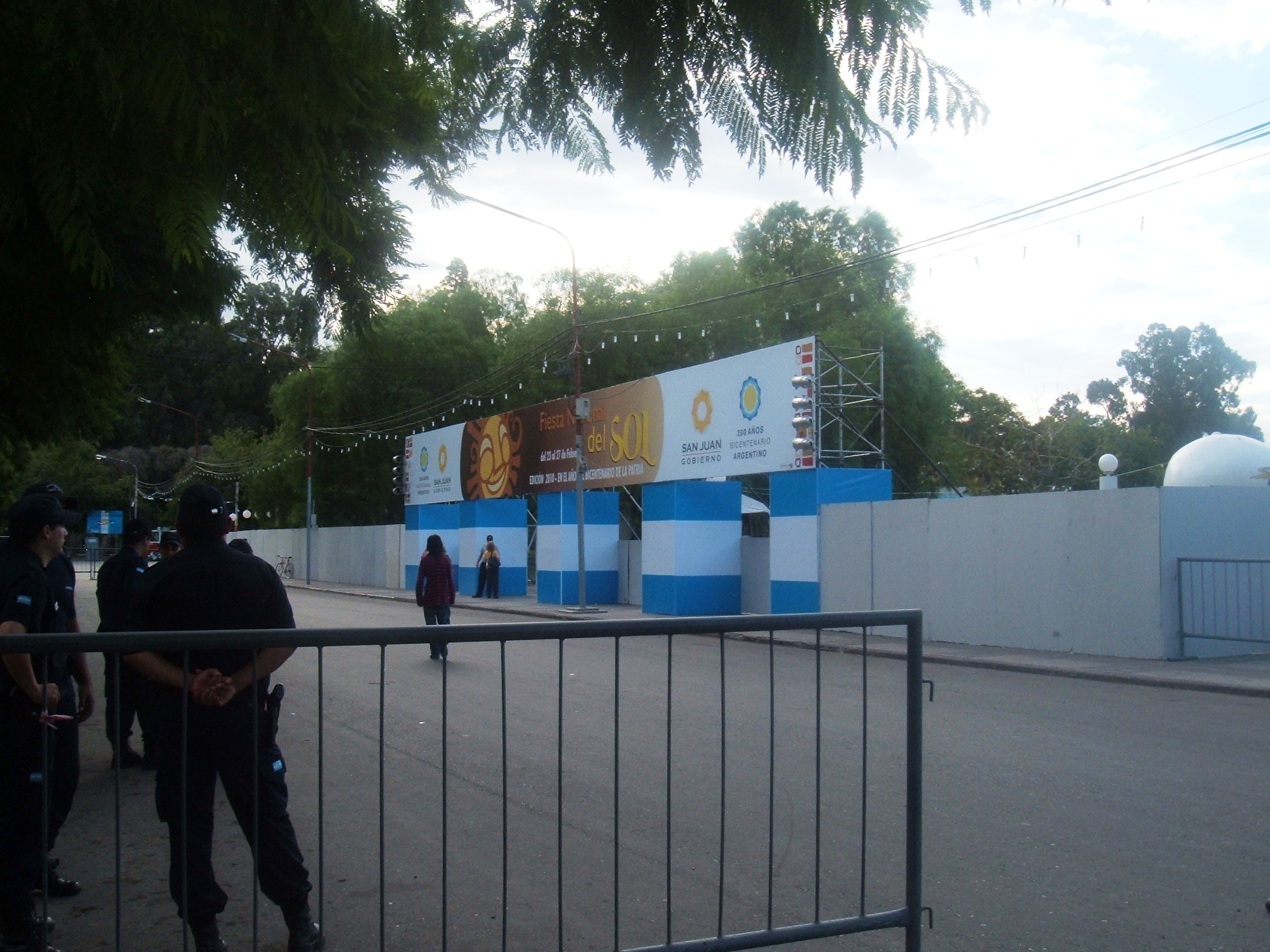
Ingreso a la Feria temática en la edición 2010.
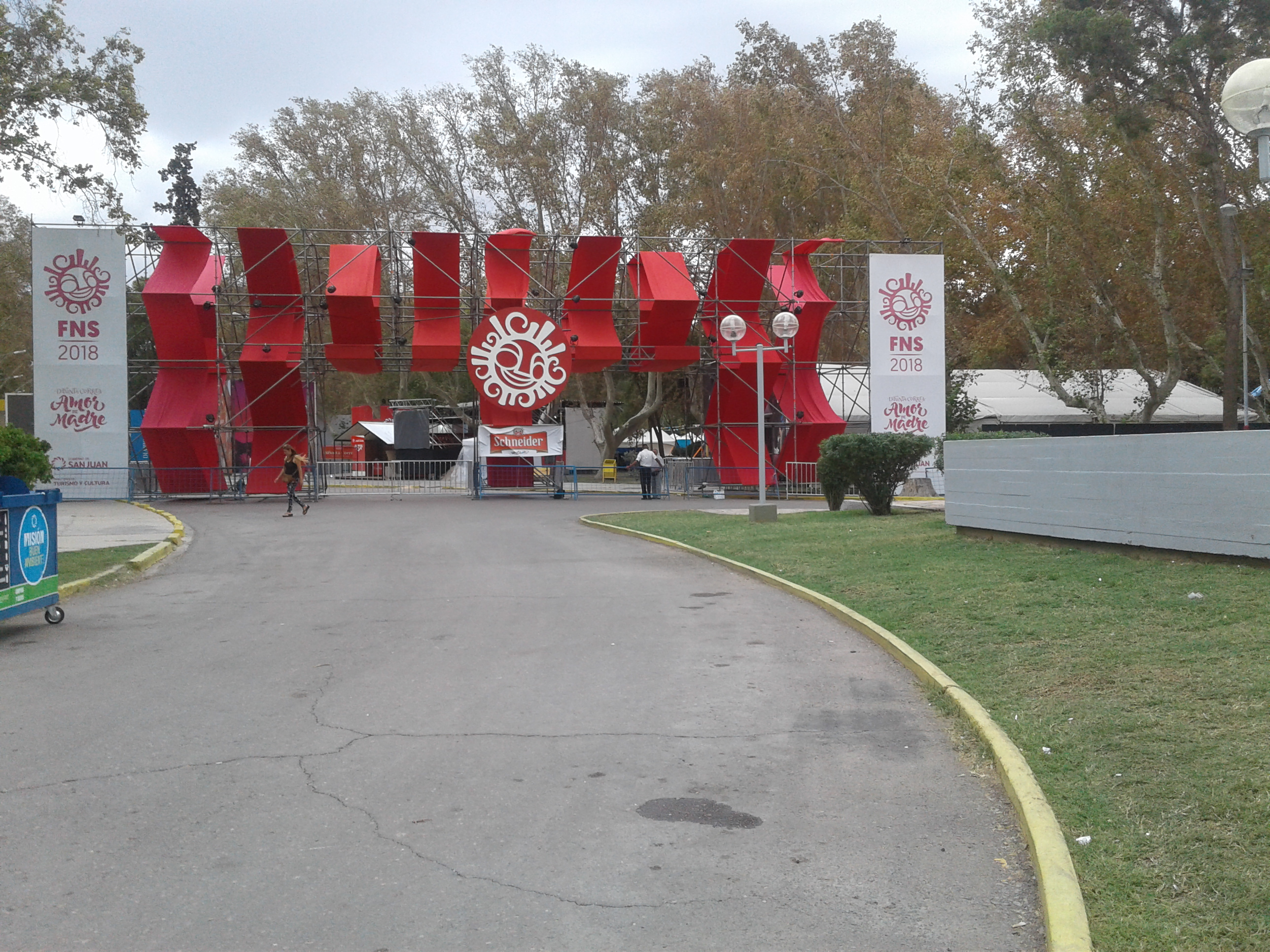
Ingreso a feria temática en su edición 2018 desarrollada en el Parque de Mayo

#### Carrusel del Sol
Es una manifestación popular, que se lleva a cabo el cuarto día de la fiesta, demandando un enorme trabajo de producción y reúne entre 120.000 a 200.000 mil personas a lo largo de un recorrido. Hasta 2018 se llevó a cabo en Avenida José Ignacio de la Rosa (área central de la ciudad de San Juan), desde 2019 se desarrolla en calle Fernández en inmediaciones del Costanera complejo ferial San Juan, donde cada uno de los diecinueve departamentos de la provincia y a las colectividades extranjeras asentadas en San Juan presentan un carro alegórico.
En el desfile se presentan los carros alegóricos decorados con motivos de los paisajes, el potencial económico, las leyendas, costumbres y personajes de cada región. Además, en los carruajes, desfilan las reinas departamentales, que de esta forma hacen gala de su belleza con vistas a la futura elección de la reina nacional del sol y circulan por las calles céntricas de la ciudad.
El desfile está siempre encabezado por un carruaje con la reina y la virreina nacional salientes. Dicho carruaje tiene la forma de un gigantesco sol, que representa el inicio del carrusel, seguido por los carros departamentales, con sus respectivas reinas que aspiran al cetro nacional, las colectividades y finalmente circula un carro cuya forma representa a una luna, indicando el final del carrusel.
Este acto es seguido por más de 150.000 espectadores, que se localizan en los bordes de las calles y la veredas y a los que se les obsequia con regalos que son arrojados desde las carrozas, como frutas o algunos presentes.
También se destaca el palco central, donde es precedido por las máximas autoridades y los invitados especiales que llegan a la fiesta.

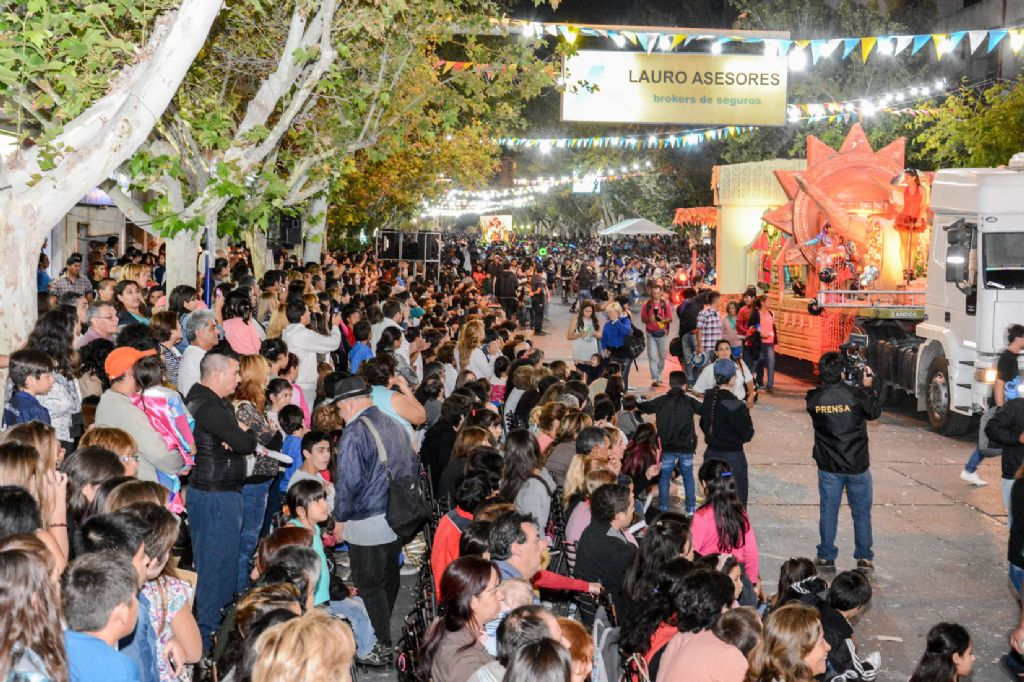
Carruaje que representó a la Colectividad boliviana en 2015.
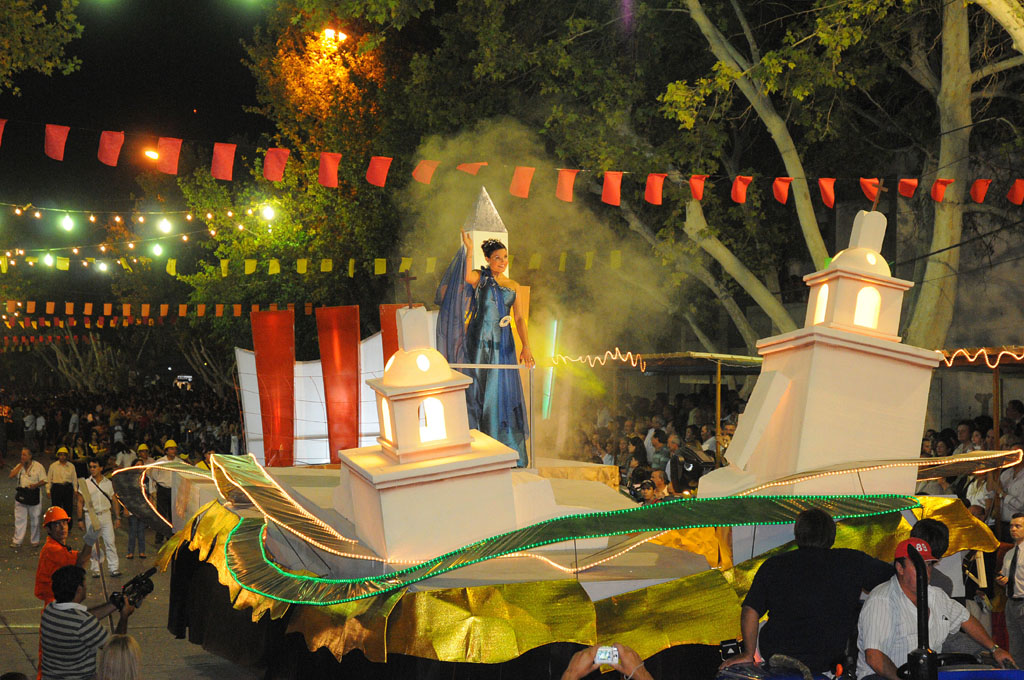
Carruaje que representó al departamento Capital en el año 2009.
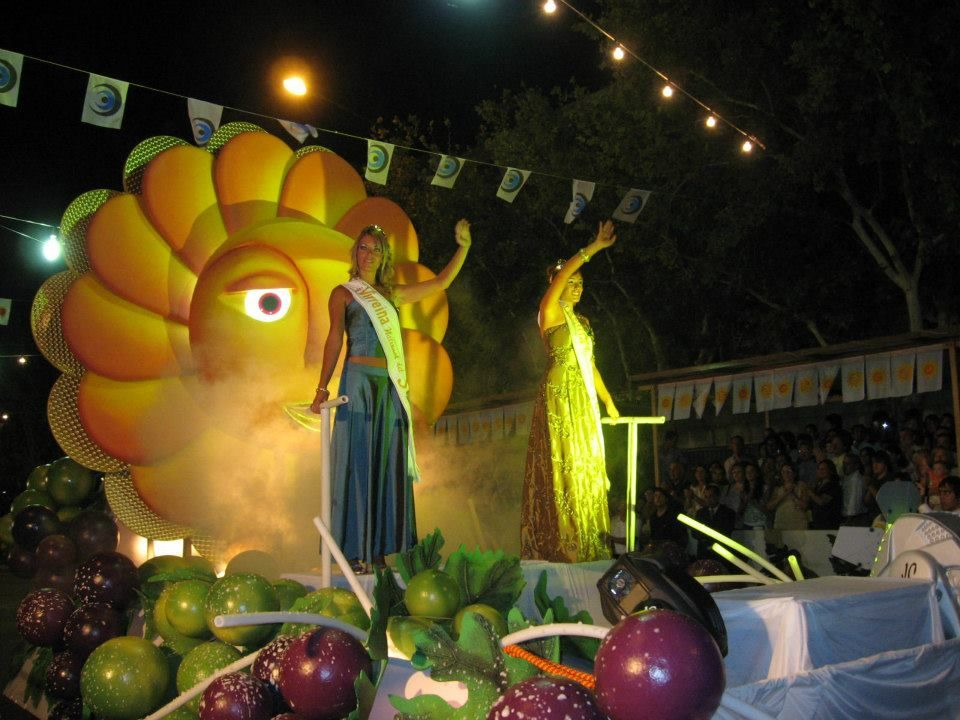
Carruaje de Reinas Nacionales en 2007.
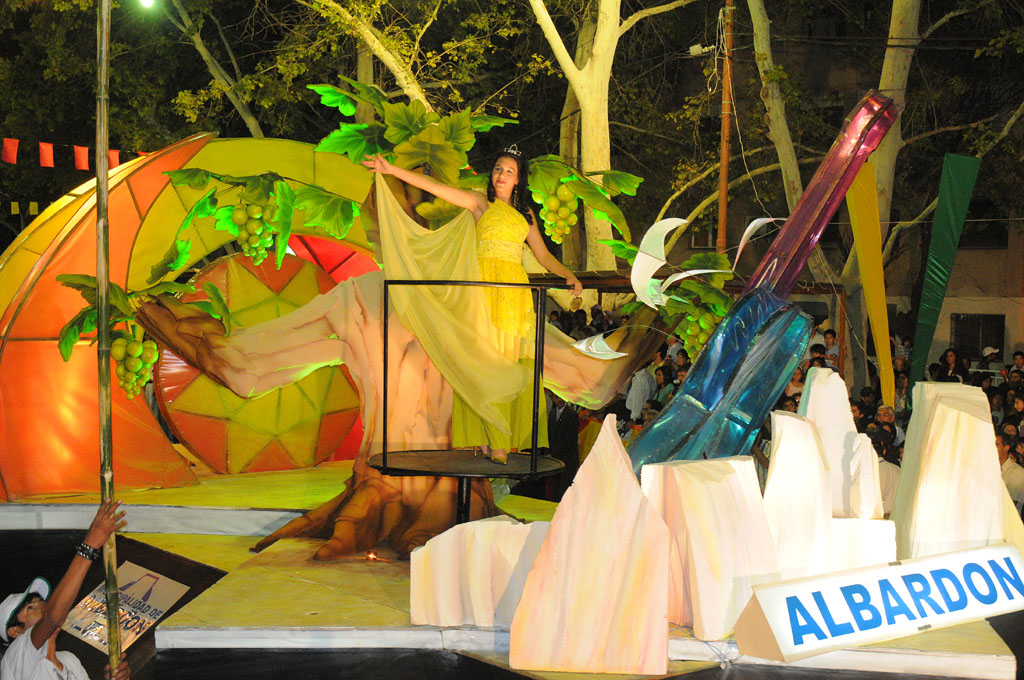
Carro alegórico que representó a Albardón, año 2009.
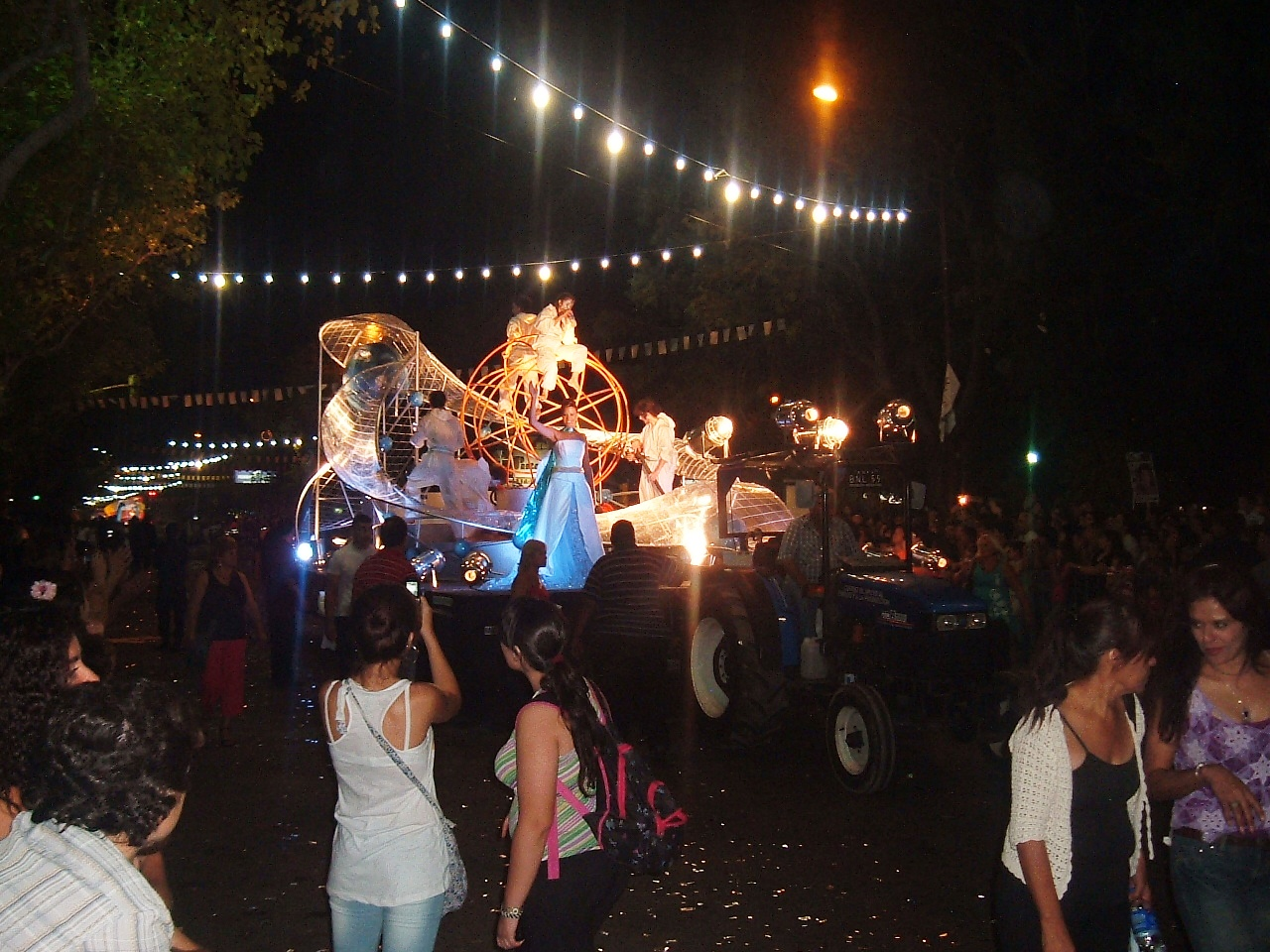
Carro de Rawson en el 2010.
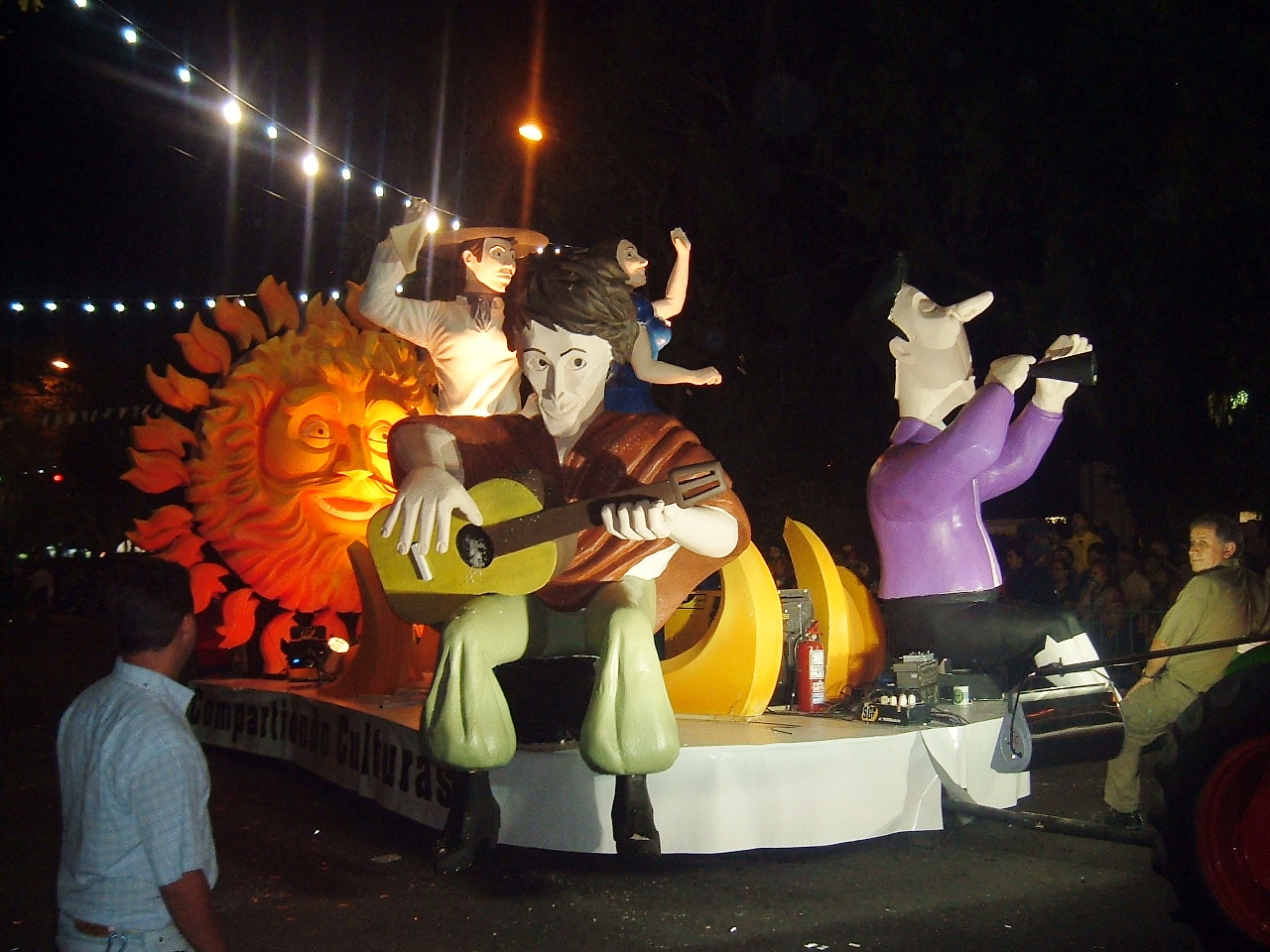
Carruaje de la colectividad Valenciana 2010.
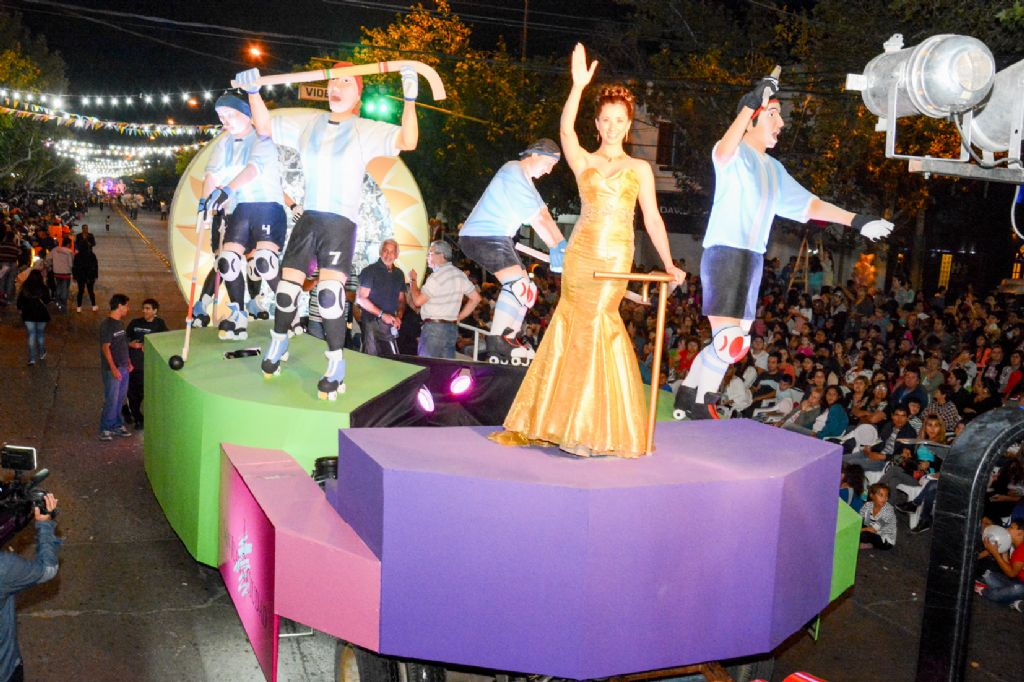
Carruaje que representó a Capital en 2015.
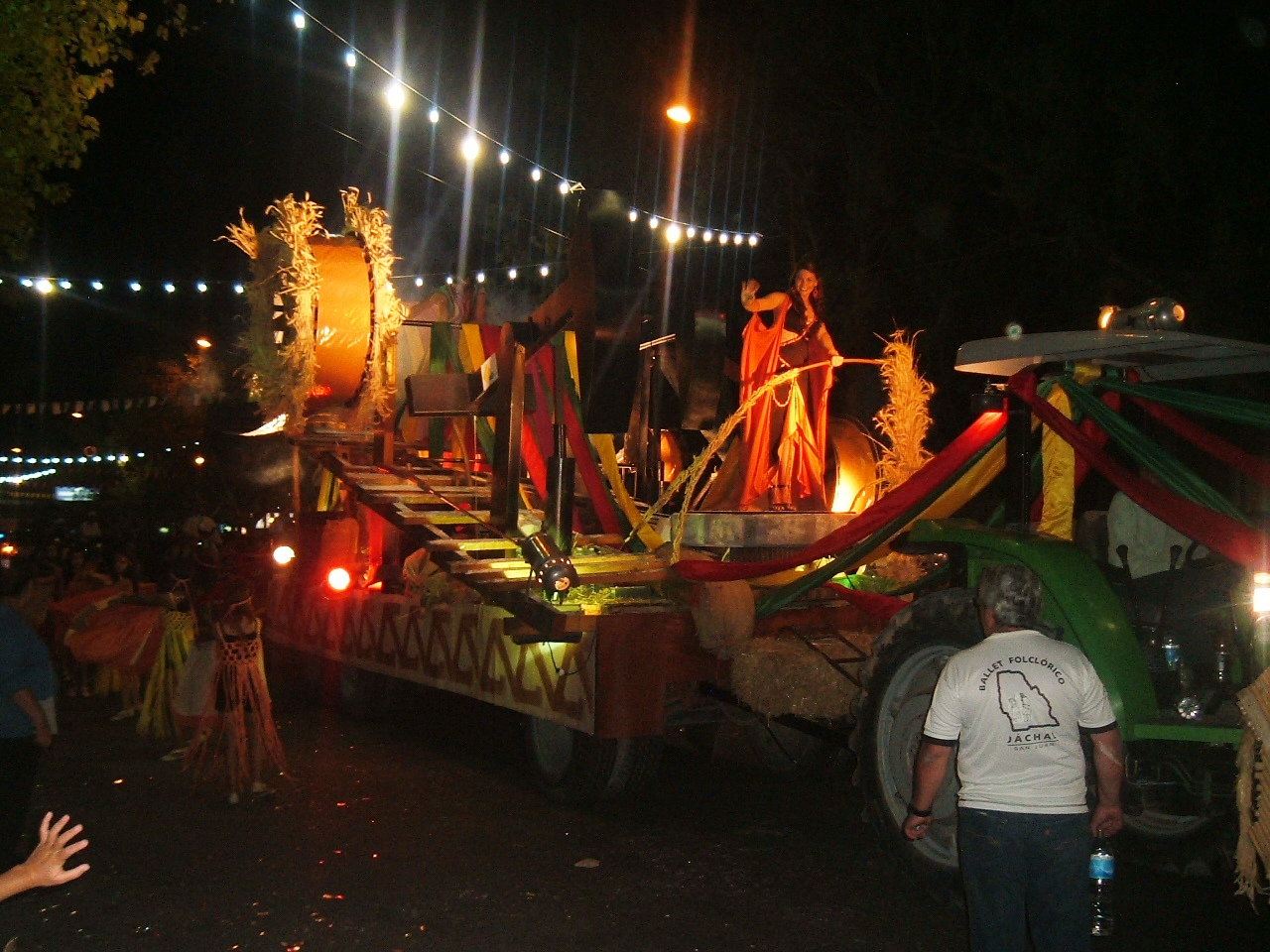
Carruaje de Jáchal en 2010.

- Anexo:Fotos y nombres de los carruajes, por departamentos, de la Fiesta Nacional del Sol

#### Espectáculo final
Esté acto consiste en un impactante espectáculo de luz y sonido, con artistas en escena en un gran escenario que finaliza con una impresionante exhibición de fuegos artificiales, y danzas durante casi 40 minutos al compás de la música.
Tanto la escenografía como el libreto del acto están basados no solo en San Juan, sus actividades económicas, las costumbres y hechos históricos entre otros, sino también, al ser un fiesta nacional y conmemorar todo lo que bajo el sol crece y vive, se abre el abanico para conmemorar hechos del país, de Latinoamérica y el mundo. En 2010, por ejemplo, el espectáculo se llevó a cabo a lo largo de 6 escenas con una hora y media de duración, donde la Siesta, La Montaña, el viento Zonda y el otoño fueron los protagonistas, cuyo show llevó el nombre de Voces de libertad. Estuvo enmarcado en una puesta vanguardista -que incluyó teatro aéreo, danza teatro y clown-, para llevar a escena este guion fue necesario un gran despliegue escenográfico, de vestuario y caracterizaciones. El resultado fue una serie de imágenes surrealistas que lograron conmover, sin dudas, al espectador. Más de 80.000 espectadores asistieron a la celebración ese año, y en el año 2014 siguió superando sus propias cifras y llegar a concentrar en una sola noche frente a un escenario ( Noche Central) más de 100.000 espectadores, convirtiendo a dicha celebración en una de las más grandes del país. En esa edición, además, la Fiesta Nacional del SOL ingresó a los Guinness World Records, el que ganó por proyectar, en la noche de cierre, el mapping más grande del mundo sobre un cerro, esa noche que marcó récords, el eje temático fue "Raíces de Libertad", Latinoamérica la Patria Grande.
El escenario hasta 2018 se ubicó en la Quebrada de Zonda y en todas las ediciones adquiría formas y tamaño diferentes. Desde 2019 se comenzó a desarrollar en un escenario montado en Costanera complejo ferial San Juan. En 2024 se llevó a cabo en el mes de noviembre en las instalaciones de la Ciudad Deportiva, específicamente, en el Velódromo Vicente Alejo Chancay. 

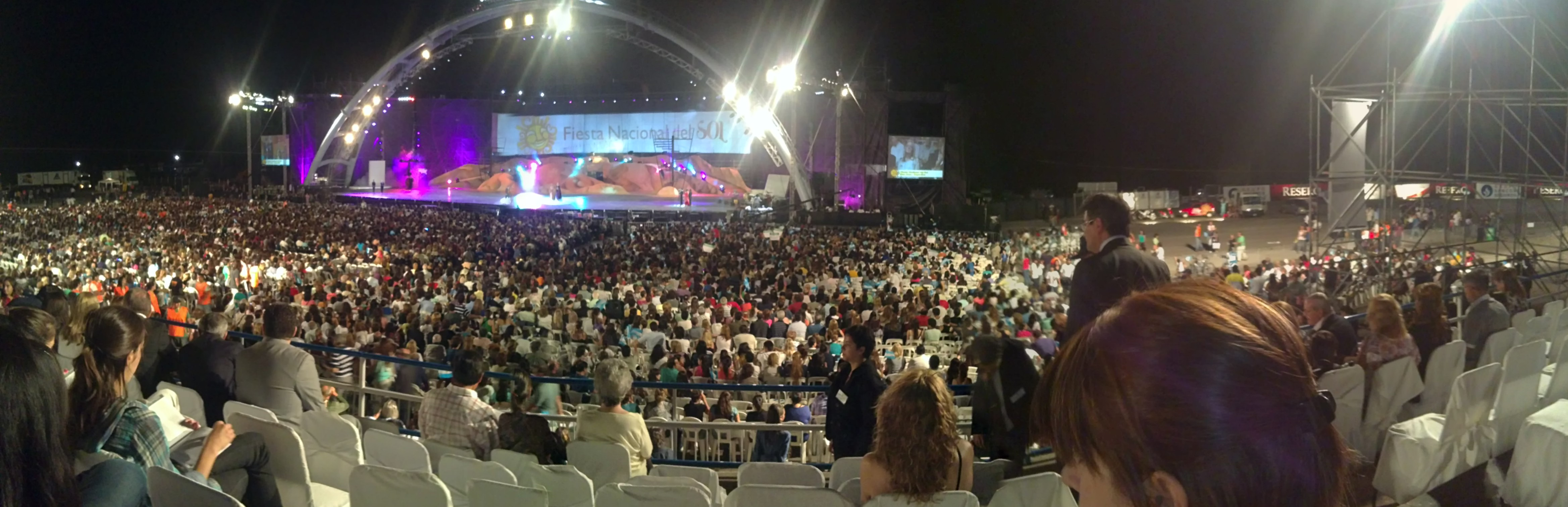
Espectáculo final en su edición 2011
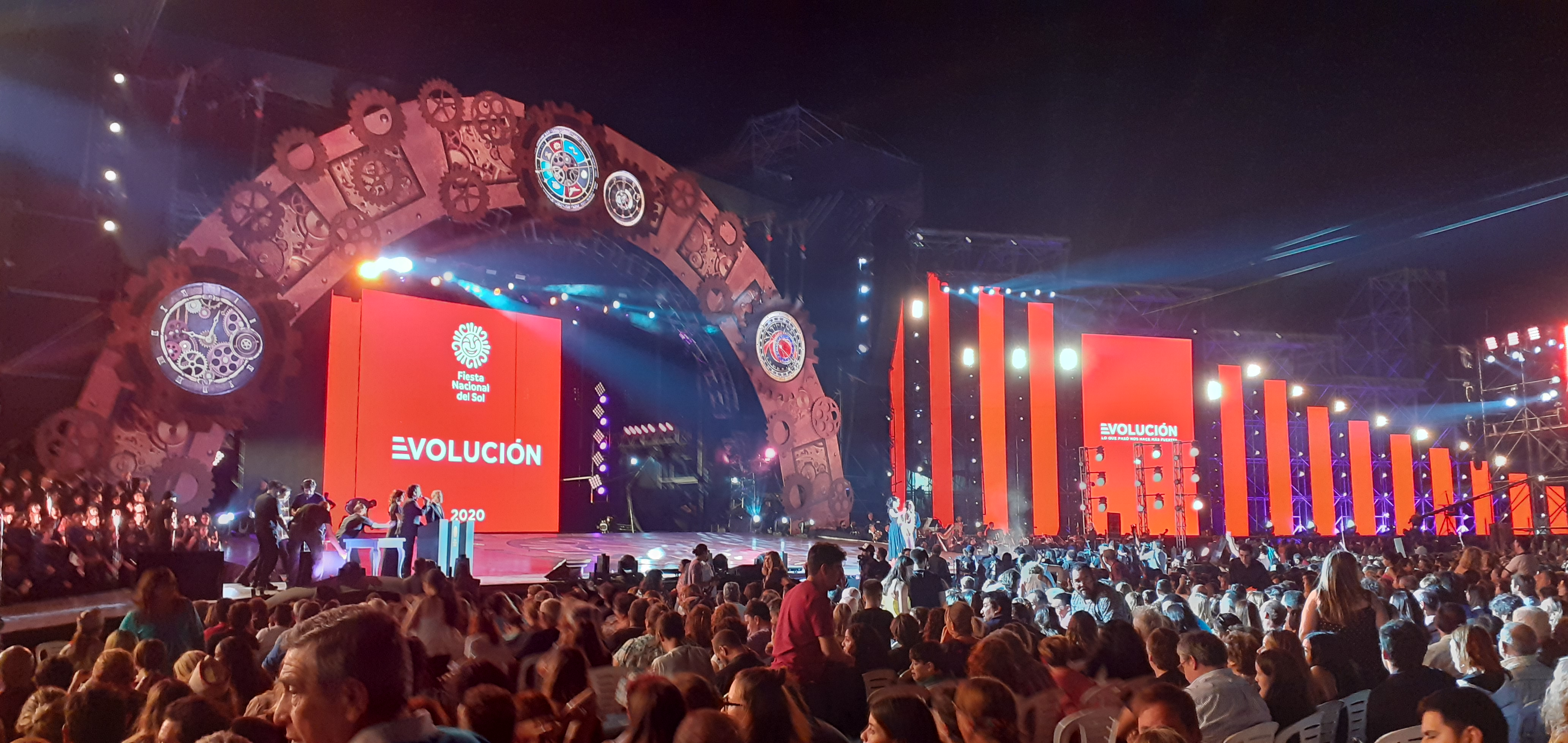
Espectáculo final en la edición 2020 en el Costanera, complejo ferial San Juan

### Otros eventos
| Otros eventos de la Fiesta Nacional del Sol \| Evento \| Fecha \| Lugar/sitio \| \| --------------------------------------------------------- \| ---------------------------------- \| -------------------------------------------------------------------------------------------------------------------------------- \| \| Noche soberana \| Tarde-noche de mediados de febrero \| Diferentes sitios o lugares de la Provincia de San Juan \| \| Elecciones de candidatas departamentales \| Meses de noviembre y diciembre \| Diferentes sitios o lugares públicos (municipios, plazas departamentales, etc.) de los diecinueve departamentos de la provincia. \| \| Presentación de maquetas de los carruajes departamentales \| Primera quincena de febrero \| Centro Cívico de San Juan \| \| Campeonato de hockey "Fiesta Nacional del Sol" \| Segunda quincena de febrero \| Estadio Aldo Cantoni \| |                                    | |
| Evento | Fecha                              | Lugar/sitio |
| Noche soberana | Tarde-noche de mediados de febrero | Diferentes sitios o lugares de la Provincia de San Juan                                                                          |
| Elecciones de candidatas departamentales | Meses de noviembre y diciembre     | Diferentes sitios o lugares públicos (municipios, plazas departamentales, etc.) de los diecinueve departamentos de la provincia. |
| Presentación de maquetas de los carruajes departamentales | Primera quincena de febrero        | Centro Cívico de San Juan |
| Campeonato de hockey "Fiesta Nacional del Sol" | Segunda quincena de febrero        | Estadio Aldo Cantoni |

#### Noche soberana
Este evento se realiza a mediados de febrero. Es la presentación de las 19 candidatas a Reina Nacional del Sol, el mismo consiste en un desfile por una pasarela, donde asisten el jurado, mandatarios y público en general.
La noche soberana se comenzó a realizar en el 2011 precisamente en el Teatro Sarmiento de la Ciudad de San Juan, sin embargo en las sucesivas ediciones se ha desarrollado en diferentes sitios, por ejemplo en el 2012 se llevó a cabo en las instalaciones de la Bodega Jaled en Pocito.
En 2023, debido a que la elección de embajadoras o reinas no continúo  haciéndose este evento desapareció.

#### Elecciones de candidatas departamentales
Dicho evento consiste en la selección y elección de las candidatas a Reina y Virreina Nacional del Sol que representarán a cada uno de los diecinueve departamentos de la provincia. En la foto adjunta se puede apreciar la Belleza de Romina P.Serrano, una de las 19 candidatas al cetro del SOL.
La joven es seleccionada por un jurado que está conformado por personalidades de los respectivos departamentos y la comisión de reinas. Previamente se realiza un desfile de las aspirantes, generalmente en las instalaciones de las respectivos municipios, o plazas o espacios verdes principales de las localidades o villas cabeceras de los departamentos.
Este evento se lleva a cabo desde el año 2007 y se realiza en los meses de octubre y septiembre.
En 2013 se realizó por primera vez el voto electrónico para la elección de la Reina y Virreina. Para eso se utilizó un sistema para Tablets desarrollado por la empresa de tecnología móvil Argentina, www.infinixsoft.com (enlace roto disponible en Internet Archive; véase el historial, la primera versión y la última)..
Desde el 2023 dejará de ser parte del evento.

## Historia
La primera fiesta en honor al Sol en San Juan se llevó a cabo en el año 1972 bajo el nombre de Fiesta del Sol, luego recibió denominaciones como Ferisol, en 1978 o Exposol, en 1992. En el año 1993, al categorizarla como "nacional", se comenzó a denominar como Fiesta Nacional del Sol.
Este evento tuvo ediciones en la década del '70 mientras que en la década de los '80 no se repitieron ediciones. En los '90 se reflotó y con algunas ediciones en los primeros años de la década del 2000, a fines de dicha década se renovó bajo un formato que la valoró en forma significativa. La pandemia de 2020 impuso nuevas interrumpiciones en 2021 y 2022, asimismo se dejó de hacer las tradicionales elecciones de Reinas y Virreinas Nacionales del Sol.

### Los orígenes de la fiesta

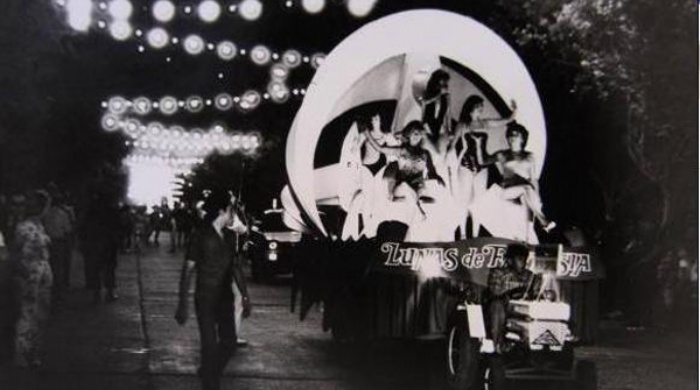
Carrusel en 1972.

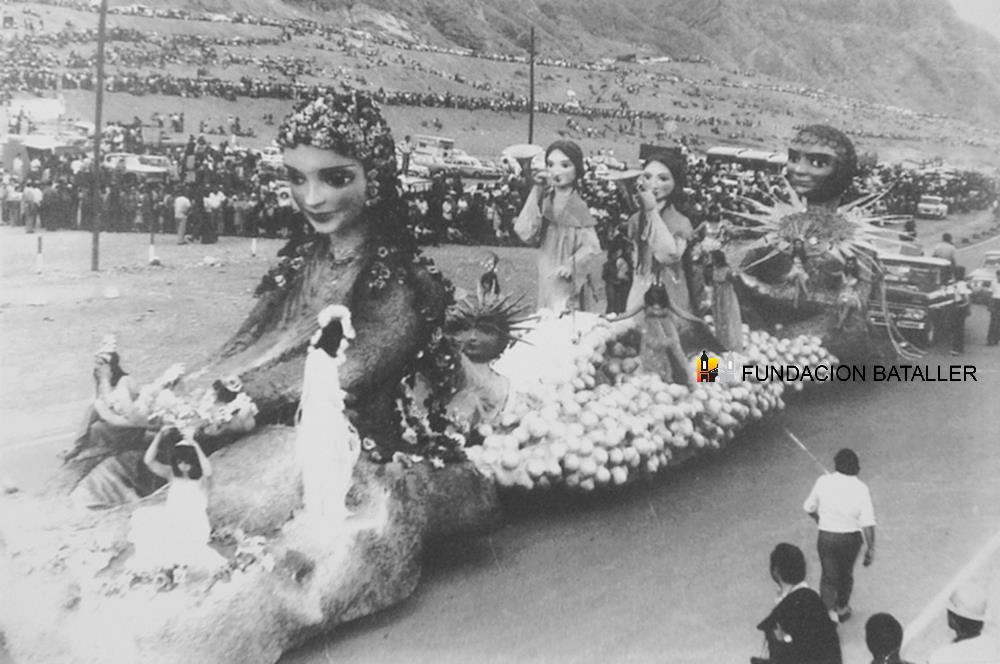
Carruaje oficial de la fiesta en 1973

En el año 1972 la primera Fiesta del Sol fue ideada de Guillermo Barrena Guzmán quién fuese director de Turismo de la provincia de San Juan. La misma comenzó el día 14 de agosto de ese año en el Parque de Mayo de la Ciudad de San Juan. Debido a las inclemencias del tiempo obligaron a suspenderla por dos semanas. Finalmente, la fiesta culminó en el Estadio Abierto del nombrado parque con un desfile de carruajes y la elección de la reina.
En la edición del año 1973 se realiza por primera vez la fiesta en la Quebrada de Zonda, en las instalaciones del Autódromo Eduardo Copello
La Fiesta del Sol de 1974 fue de los días 5 al 19 de octubre. La corona de reina se la llevó Gloria Pérez Conca, mientras que la virreina, fue la que después sería una famosa vedette: Beatriz Salomón.
En el año 1975 la celebración no se llevó a cabo.
En 1976 la fiesta se celebró nuevamente, en el mes de noviembre.
En la edición llevada a cabo en 1977 se realizó la primera exposición con stands, la temática estuvo relacionada con lo agroindustrial y la actividad ganadera. La misma se hizo en cercanías a la Terminal de Ómnibus de San Juan, que en la actualidad es la plaza Italo DiStéfano. Esta Fiesta del Sol comenzó el 1 de noviembre y al día siguiente un viento zonda destruyó todos los stands, debiendo reprogramarse la celebración.
Para 1978 la Fiesta del Sol se reduciría a dos noches, el 1 y 2 de diciembre. En esa edición se realizó bajo el nombre de "Ferisol" en adhesión al Mundial de Hockey sobre patines. En esta edición la reina de la fiesta fue Isabel Salomón

### El regreso de la fiesta en los años 90
Tras algunos intentos de reflotarla en 1992 se comienza a realizar bajo el nombre de "Exposol", la misma se trataba de exposiciones agroindustriales. En esta edición la famosa actriz y conductora de telivisión, Mirtha Legrand, fue la madrina del evento. A partir de esta década comenzó a tener un nuevo impulso.
En la edición de 1993 a través de una resolución de la Secretaria de Turismo de la Nación, esta festividad pasó a ser de carácter nacional convirtiéndose en la "Fiesta Nacional del Sol". Un total de 327.240 personas habían ingresado a la exposición temática realizada en el Parque de Mayo. A su vez se presentaron 260 stands, actuaron 75 artistas. Por primera vez las candidatas a Reina del Sol representaron a un departamento, sin embargo los departamentos Chimbas, Iglesia, 9 de Julio, Rawson, Rivadavia, San Martín y Valle Fértil no presentaron candidatas. Resultó elegida Reina Nacional del Sol la representante de Caucete, mientras que la de Jáchal fue elegida como Virreina.
En 1994 la fiesta fue programada para ser mejor que la anterior, pero terminó en fracaso debido a una gran deuda financiera. El cantante José Luis Rodríguez fue el artista estrella contratado en la fiesta. La candidata de Rivadavia fue elegida como Reina Nacional del Sol.
La Fiesta Nacional de 1998 y 1999 fue realizada y organizada por una empresa privada. El sitio elegido fue el Predio Ferial de la Ciudad San Juan construido en terrenos de la Estación de Ferrocarril Belgrano.

### La fiesta en la década del 2000
Durante la fiesta del año 2000 se realizó la tradicional exposición agroindustrial en el Predio Ferial y estuvo acompañada de un carrusel en las inmediaciones de dicho predio. Los carros alegóricos que desfilaron en el carrusel fueron realizados por los municipios representando a algunos de los departamentos de la provincia.
Desde los años 2001 al 2004 la fiesta no se llevó a cabo debido a diferentes causas.

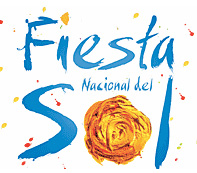
Isologo representativo de la fiesta que perduró hasta el 2009.

Después de cuatro años de no realizarse la fiesta en el año 2005 el gobierno provincial decidió realizarla nuevamente. En esta ocasión se realizó la feria gastronómica acompañada con un escenario que tuvo presencia de artistas locales y algunos nacionales como Marcela Morelo, con la muestra de la producción gastronómica. Se utilizó el Auditorio Juan Victoria, con muestras culturales y pictóricas y actuación de coros y la Orquesta Sinfónica; el Estadio Aldo Cantoni, a través de la realización de un torneo internacional de hockey sobre patines; y el Centro de Convenciones Guillermo Barrena Guzmán de la ciudad de San Juan, con charlas y muestras académicas y de negocios, además de conferencias a cargo de personalidades culturales. En esta ocasión los departamentos: Albardón, Calingasta, Ullum y 25 de mayo no presentaron candidatas, sin embargo fue elegida como Reina la representante de Caucete
La edición 2006 de la Fiesta del Sol no se realizó con el objetivo de renovarla y hacerla en febrero del próximo año.
En el año 2007 la Fiesta Nacional del Sol estuvo acompañada de importantes cambios. Se comenzó a realizar en la segunda quincena de febrero determinando que sea una semana antes de la Fiesta Nacional de la Vendimia. Se hizo nuevamente un carrusel por las calles céntricas de la Ciudad de San Juan, recibiendo el nombre de Carrusel del Sol, como se había llevado a cabo en la primera edición del año 1972. Se desarrolló la feria temática en Predio Ferial, donde hubo estand y la actuación de artistas locales y nacionales. Se anexó un gran espectáculo artístico y teatral de luz y sonido, montando un escenario en las instalaciones del Autódromo Eduardo Copello en la Quebrada de Zonda como se realizó en el año 1972, dicho evento se caracterizó por tener una línea argumental que en este caso se denominó "Amanece San Juan". Tal evento fue transmitido por televisión a nivel nacional a través de la señal de Canal 7, hecho que hizo que por primera vez la fiesta fuese transmitida a nivel nacional. En el desarrollo de este evento se incluyó la coronación y elección de la Reina y Virreina Nacional del Sol, que en esta ocasión resultó ser la candidata que representaba a Pocito la Reina, mientras que la que representó a Iglesia fue seleccionada como virreina
En la Fiesta del año 2008, en el Carrusel del Sol se brindó a las colectividades de origen extranjero la posibilidad de presentar un carro alegórico. Visitan la fiesta, por primera vez, gobernadores de otras provincias. En esta ocasión la representante de Rivadavia, fue seleccionada como Reina Nacional del Sol, mientras que la Virreina fue la candidata de Capital. El 29 de octubre la fiesta es promocionada por primera vez en la ciudad de Buenos Aires y fue conducida por Silvina Chediek.
2009: Llevó el lema de "Dones y tesoros de San Juan" como consigna elegida para promocionar la fiesta. También se anexó en esta edición más innovación tecnológica. En el carrusel del sol grupos de artistas bailaron junto a cada carro alegórico, realizando una especie de manifestación callejera. y cada carruaje tuvo su propia música departamental. Es invitada a la fiesta Susana Giménez, con el motivo de apadrinar al evento
Se presenta por primera vez la canción oficial, a la que se le colocó el nombre de Estrella de los Andes y una página web propias.
Fue elegida la representante de San Martín como reina nacional del sol y la representante de Jáchal como virreina.

### La fiesta en la década de 2010

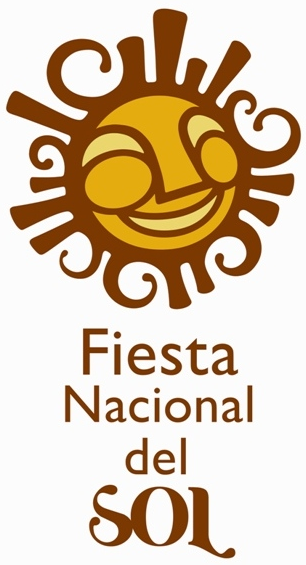
Isologo de Fiesta Nacional del Sol adoptado desde el año 2010

En la fiesta 2010 el guion y el motivo del evento central de la fiesta estuvo relacionado con el bicentenario de la Revolución de mayo, el espectáculo tuvo bastante relación con lo teatral más que con lo coreográfico. Entre las novedades, se dispuso que a las postulante a reina nacional del sol que resulten ganadoras en la instancia departamental, recibieron como premio 5.000 pesos.
Como instancia previa se anexa al festejo, una presentación de las aspirantes a reina nacional del sol al público en general y se ofició en el edificio del Centro Cívico de la ciudad de San Juan.
A modo de promocionar el evento, con apoyo del Correo Argentino, se realiza un sello postal, con referencias del evento. Es electa como Reina Nacional del Sol la representante de Valle Fértil, mientras que la virreina nacional fue la representante del Calingasta. Por segunda vez Susana Giménez, es la madrina del evento, quien estuvo acompañada por Mirtha Legrand como invitada especial. Durante la última noche de la feria temática, en el momento del espectáculo que desarrollaban Soledad Pastorutti, el Chaqueño Palavecino y Los Nocheros arriba del escenario, comenzó a temblar producto de la influencia que ejerció el Terremoto de Chile de 2010 sobre San Juan, por ello se suspendió por unos minutos hasta volver a la calma.
2011: la edición de ese año llevó el nombre “Sarmiento: un hombre y sus mundos”, con motivo de celebrarse el Bicentenario del natalicio de Domingo Faustino Sarmiento. La representante de Santa Lucía fue elegida Reina nacional, mientras que la virreina resultó la representante de Pocito. Está vez la presentación de las aspirantes a reina nacional, que por primera instancia a tal evento se lo denominó "Noche Soberana", se llevó a cabo en el Teatro Sarmiento. Durante un ensayo en el escenario del espectáculo de cierre en la Quebrada del Zonda se desplomó parte del mismo, dando como resultado la hospitalización de 21 artistas, también por las inclemencias del tiempo se suspendió la segunda noche de la Feria Temática, por ello se anexó un nuevo día. Tiempo después de la finalización de la fiesta un grupo de trabajadores del evento en el Ministerio de Turismo y Cultura en la Ciudad de San Juan, efectuaron reclamos de diversa índole. Unos reclamaban por seguridad en la labor, tomando como referencia el accidente antes ocurrido en el escenario, otro grupo reclamó por pagos adeudados, mientras que unos terceros manifestaron por los lesionados aquel día del ensayo.
2012: se desarrolló desde el 21 al 25 de febrero, donde el evento cumplió el 40.º aniversario desde que se realizó su primera edición en 1972. La temática central estuvo referida al Vino argentino como bebida nacional. La Noche Soberana se llevó a cabo en la Bodega Jaled en el departamento Pocito. En el escenario mayor de la Feria temática actuaron personalidades de interés internacional, tales como Carlos Baute y Marco Antonio Solís. La representante de Rawson fue elegida como Reina Nacional del Sol y la de Sarmiento como virreina. Entre las visitas destacadas al Espectáculo Final estuvo el vicepresidente de la Nación Amado Boudou. El Show Final contó con un 61,3% de aprobación crítica, en tanto un 38,7% de reseñas negativas.
La edición 2013 se desarrolló entre el 19 y 23 de febrero, la temática central de la fiesta estuvo referida a las "Mujeres argentinas". En el marco de esta edición se llevó a cabo el 6 de febrero un encuentro de reinas, virreinas y las candidatas 2013; dicho evento se denominó Encuentro soberano. La Noche Soberana de esta edición se llevó a cabo el día 14 de febrero en el edificio del Centro Cívico de la Ciudad de San Juan. Desde la Feria temática, llevada a cabo en el Parque de Mayo, se transmitió, a través de la señal de Canal 7 la Televisión Pública, dos programas: Cocineros Argentinos y Vivo en Argentina mediante móviles en vivo. En el Carrusel del Sol por vez primera se entregó un premio al mejor carro alegórico, el premio se trataba de la suma de $30.000, en este caso el carro que representó a 25 de mayo fue el ganador. En la noche del cierre de la fiesta, en el cuadro musical participó la cantante Sandra Mihanovich. Natalia Pelleriti, quien fuera elegida reina en la edición de 2008, representó a Eva Perón durante el homenaje. Por su parte el cantante Juan Carlos Baglietto hizo su aparición en el cuadro sobre las madres de los caídos en Malvinas. Esta edición tuvo una gran puesta en escena que incluyó la sorpresa de la participación de los actores Juan Leyrado y Andrea del Boca. En esta oportunidad fue elegida reina con 17 votos la representante de Rivadavia, María Emilia Colombo, en cambio la candidata de Angaco, Andrea Bustos, en segundo lugar con 11 votos fue la virreina.
La Fiesta Nacional del Sol 2014 se realizó entre los días 18 y 22 de febrero de tal año, la temática de la misma fue "Raíces de libertad: Latinoamérica, la patria grande". La Noche Soberana de esta edición se programó para el 14 de febrero pero se realizó el día 17 de dicho mes debido a una serie de suspensiones, tanto como consecuencia de las inclemencias del tiempo como por las inundaciones que afectaron gran parte de la provincia. El lugar donde se llevó a cabo fue el Anfiteatro del Auditorio Juan Victoria. El Carrusel del Sol se llevó a cabo la noche del día 21 de febrero y por primera vez desfilan artistas de otra provincia, en este caso representando a San Luis publicitando el Carnaval de Río. El espectáculo final de la fiesta se realizó la noche del día 22 de febrero, en el escenario actuaron artistas como: Mario Rubén Marito González más conocido como Jairo, Juan Carlos Baglieto, Julia Zenco y al igual que en el 2013 Sandra Mihanovich y Lito Vitale. Durante el espectáculo final se expuso el mapping (proyección de imágenes) más grande del mundo sobre la ladera de la Sierra Chica de Zonda según la certificación de Guinness World Records. Fue cornada como Reina Nacional del Sol la representante de Jáchal, en el caso de la Virreina fue la candidata de 25 de Mayo.
La edición 2015 de la fiesta se realizó entre 24 y 28 de febrero y su leitmotiv fue "Pasiones Argentinas", haciendo referencia a las grandes y conocidas pasiones que movilizan a los argentinos, y especialmente a los sanjuaninos. Entre ellas las de carácter deportivo, como el fútbol, y en lo artístico, el tango de la mano de Carlos Gardel, costumbres como el asado, el mate y el dulce de leche. La Noche Soberana de esta edición se realizó en las instalaciones de Espacio San Juan Shopping Center en el departamento Rivadavia. El Carrusel del Sol se realizó el día 27 de febrero y llevó leitmotiv Pasiones con historia, entre el desfile, al igual que la edición anterior desfilo una delegación de otra provincia en este caso de Corrientes promocionando el Carnaval. Por otra parte, con el objetivo de promocionar la fiesta, el Ministerio de Turismo y Cultura de la provincia realizó un concurso denominado "San Juan invita". Un concurso que permite a un sanjuanino invitar amigos o familiares que vivan afuera de San Juan a viajar desde donde estén para asistir a la fiesta con pasaje, estadía y comidas para dos personas. En el espectáculo final se coronó como Reina Nacional a la representante de Zonda, mientras que la virreina fue elegida la que representó a Caucete. Por otra parte actuaron personalidades como Hugo Varela, Coco Sily, Gustavo Santaolalla y Sergio Martínez (conocido como Maravilla Martínez)
La edición 2016 de la fiesta se realizó entre el 23 y 27 de febrero, el guion general fue el Bicentenario de la Independencia Nacional. La Noche Soberana se realizó durante la Feria temática en el Parque de Mayo el día 23 de febrero en el marco de su inauguración. Por primera vez La feria y consiguientemente la Noche Soberana fueron transmitidas por televisión a nivel nacional de forma en vivo a través de la señal de Canal 7 la Televisión pública. Asimismo el día 25 de febrero en el escenario principal de la feria entre los artistas internacionales actuó Ricky Martin. Por su parte el tradicional Carrusel se llevará a cabo el día 26 de febrero y al igual que el resto de los eventos fue transmitido en vivo por televisión nacional. El espectáculo de cierre se llevó a cabo el día 27 de febrero, donde la representante de Albardón fue elegida como reina, mientras que la que representó a Iglesia fue coronada como virreina.
La edición 2017 de la fiesta se ofició entre los día 21 y 25 de febrero, sin embargo las inclemencias del tiempo obligaron a suspender y consiguientemente posponer por un día el evento extendiéndose hasta el día 26. La temática se relacionó con el Bicentenario del Cruce de los Andes y recibió la denominación de "Cruce de los Andes, sueños de libertad". En esta edición se desarrolló un nuevo evento denominado "Revelaciones" que consistió en reunir artistas de diferentes géneros musicales, provenientes de los diecinueve departamentos de la provincia con la posibilidad de incorporarse al escenario de la fiesta. La Noche soberana se realizó el día 18 de febrero en la Plaza Bicentenario de la Independencia. La Feria Temática se desarrolló en el Parque de Mayo y entre los artistas internacionales actuó Maná. En el espectáculo final, desarrollado en la Quebrada de Zonda, la representante de Chimbas fue elegida como Reina Nacional del Sol y la de Pocito como Virreina.
En 2018 se programó entre el 20 y 24 de febrero, sin embargo la inclemencias del tiempo obligaron la reprogramación de la cuarta noche de la feria temática y el carrusel para el día 24 y el espectáculo final para el 25 de febrero. La temática se tituló Difunta Correa, amor de madre. La Noche Soberana se programó para el 16 de febrero en la Plaza 25 de Mayo y también las inclemencias del tiempo obligaron desarrollarla el día 18. La representante del departamento Capital fue elegida reina nacional, mientras que la de Albardón fue coronada como virreina. En el escenario de la feria temática actuaron artistas de reconocimiento internacional como Carlos Vives. Por primera vez en el palco oficial del Carrusel del Sol estuvieron presente las reinas de la Fiesta del Sol Gay. En el segundo semestre de 2018 se comenzaron los trabajos para un predio ferial en el departamento Chimbas, que albergará actividades como el carnaval provincial, la Fiesta Nacional del Sol y eventos deportivos.
La edición 2019 de la fiesta se desarrolló entre el 19 y 23 febrero. Los eventos centrales de la fiesta (carrusel, feria temática y espectáculo final) se desarrollaron en Costanera complejo ferial San Juan ubicado en el departamento Chimbas. En el espectáculo final la candidata de Calingasta fue coronada como Reina Nacional y la representante de Valle Fértil fue elegida como Virreina.

### La fiesta en la década de 2020
La edición 2020 se desarrolló entre el 25 y 29 febrero. El guion, con el título de Evolución, busca abordar los diferentes eventos que han impactado en San Juan y que han desencadenado cambios en diferentes dimensiones. En esta ocasión desperece la denominación de Reinas y Virreinas Nacionales del Sol por la de Embajadora y Embajadora Segunda Nacional del Sol. En este marco la representante de San Martín fue elegida como Embajadora mientras que la de Chimbas fue Embajadora Segunda.
La llegada de la pandemia de COVID-19 hizo que la organización de la Fiesta Nacional del Sol 2021 se viera suspendida por el gobierno de San Juan. Ante esta situación, otros importantes festivales del país intentaron adaptarse al contexto sanitario, por ejemplo, la Fiesta Nacional de la Vendimia de la provincia de Mendoza, se celebró de forma virtual.
En 2022, la Fiesta del Sol volvió a ser suspendida en su formato tradicional por prevención, debido a un nuevo crecimiento de contagios por la pandemia de COVID-19, pese a que los números mejoraron con respecto al año anterior gracias al importante operativo de vacunación llevado a cabo por el gobierno nacional. Otros eventos nacionales sí se realizaron o realizarán, aunque con ciertas restricciones, como límites de aforo y solicitud del "pase sanitario" en algunos casos.

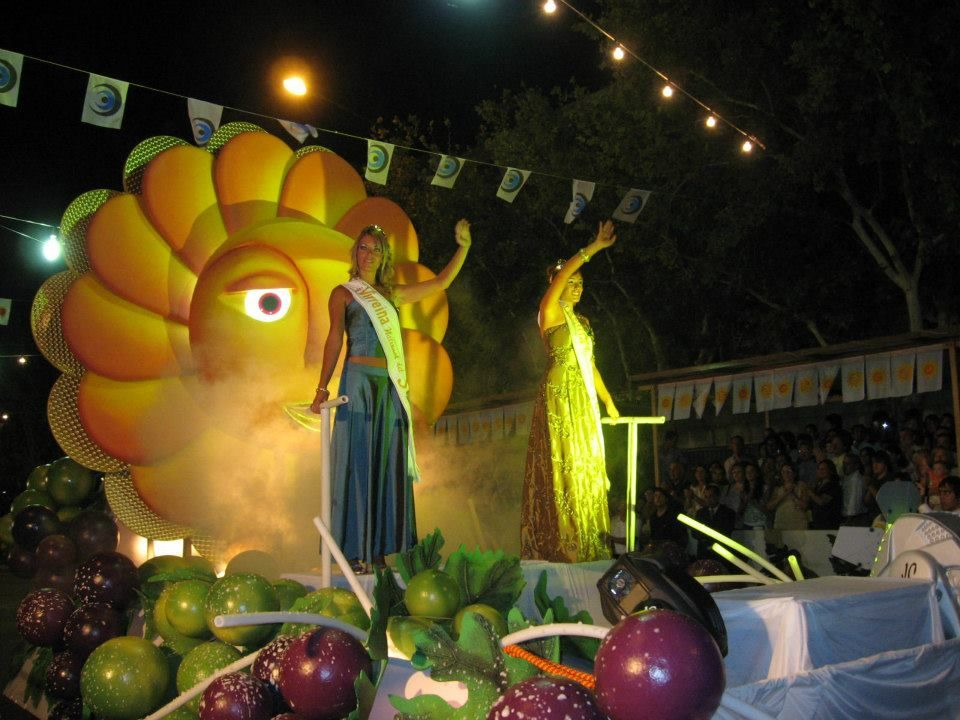
La tradicional elección de una Reina y Virreina Nacional del Sol o Embajadora y Embajadora Segunda (desde el 2020) en 2023 desapareció como parte del evento.

Tras la pandemia del COVID 19 en 2023 la fiesta estuvo planificada entre los días 21 y 25 de febrero, sin embargo las inclemencias del tiempo obligaron a posponer el espectáculo final al domingo 26. Esta edición recibió la denominación temática de "Conectados" buscando abordar diferentes situaciones que demuestran las conexiones que atraviesan a una sociedad por encima de las que han establecido las tecnologías de la información y  la comunicación. 
En esta ocasión la tradicional elección de Embajadoras y Embajadoras segundas del sol, mediante un concurso entre representantes de cada departamento de la provincia, dejó de hacerse como parte del evento. La primera Reina Nacional del Sol se coronó en 1972, desde 1993 estas candidatas representaron a un departamento de la provincia, siendo la que representaba a Caucete la primera en ser electa y la de Jáchal en carácter de virreina. Rivadavia fue el departamento que más coronó reinas, mientras que los departamentos Angaco, Iglesia, 9 de Julio, Sarmiento, 25 de Mayo y Ullum nunca lo hicieron. Jáchal, Iglesia y Pocito son los departamentos que más obtuvieron virreinas. Chimbas, 9 de Julio, Rawson, Rivadavia, San Martín, Ullum y Zonda no coronaron virreinas. Albardón, Capital, Caucete, Calingasta, Jáchal, Santa Lucía y Valle Fértil son quienes lograron coronar tanto reinas como virreinas. 9 de Julio y Ullum no alcanzaron a coronar reinas ni virreinas en ninguna edición de la fiesta. Fue en 2020 donde se eligió por primera vez una candidata bajo la denominación de embajadora y emabajadora segunda, siendo  San Martín y Chimbas respectivamente los que obtuvieron estos títulos. A continuación se detallan quienes obtuvieron estos títulos en el período 1972 - 2023.
| Año                                       | Reina                    | Departamento | Virreina                   | Departamento |
| ----------------------------------------- | ------------------------ | ------------ | -------------------------- | ------------ |
| 1972                                      | Graciela Pineda          | -            | Miriam Nicolás             | -            |
| 1973                                      | Norma Figueroa           | -            | -                          | -            |
| 1974                                      | Gloria Pérez Conca       | -            | Beatriz Salomón†(2019)     | -            |
| 1976                                      | Graciela Barilari        | -            | -                          | -            |
| 1977                                      | Ana María Di Santo       | -            | -                          | -            |
| 1978                                      | Isabel Salomón †(2013)   | -            | -                          | -            |
| 1992                                      | Adriana Navas            | -            | -                          | -            |
| 1993                                      | María Cristina Oliver    | Caucete      | Ana Belén Daer             | Jáchal       |
| 1994                                      | María del Valle Montañez | Rivadavia    | -                          | -            |
| 1999 Natalia Quiroga Departamento Capital | Natalí Porras            | Calingasta   | -                          | -            |
| 2000                                      | Patricia Rojas           | Rivadavia    | -                          | -            |
| 2005                                      | Yohana Sánchez           | Caucete      | Victoria Guarnido          | Santa Lucía  |
| 2007                                      | Liliam Marí              | Pocito       | Mariela Merino             | Iglesia      |
| 2008                                      | Natalia Pelleriti        | Rivadavia    | Andrea Sánchez             | Capital      |
| 2009                                      | Maira Márquez            | San Martín   | María Chávez               | Jáchal       |
| 2010                                      | Macarena Guerrero        | Valle Fértil | Ana María Osa              | Calingasta   |
| 2011                                      | Ana Paula Zabala         | Santa Lucía  | Cecilia Yáñez              | Pocito       |
| 2012                                      | Melisa Sánchez           | Rawson       | Carolina Auger             | Sarmiento    |
| 2013                                      | María Emilia Colombo     | Rivadavia    | Andrea Bustos              | Angaco       |
| 2014                                      | Jimena Fernández         | Jáchal       | Marcela González           | 25 de Mayo   |
| 2015                                      | Giselle Fernández        | Zonda        | Daniela San Nicolás Agüero | Caucete      |
| 2016                                      | Gabriela Puerta          | Albardón     | Milagros Mini              | Iglesia      |
| 2017                                      | Abril Oyola              | Chimbas      | Carolina Oro               | Pocito       |
| 2018                                      | Jocelyn Mauro            | Capital      | Florencia Valdez           | Albardón     |
| 2019                                      | Camila Santamaría        | Calingasta   | Ana Paula Vilanova         | Valle Fértil |

| Año  | Embajadora  | Departamento | Embajadora II   | Departamento |
| ---- | ----------- | ------------ | --------------- | ------------ |
| 2020 | Lucía Ponce | San Martín   | Ana Paula Anzor | Chimbas      |

| Puesto | Departamento | Cantidad   | Años                    |
| ------ | ------------ | ---------- | ----------------------- |
| 1º     | Rivadavia    | 4 (Cuatro) | 1994, 2000, 2008, 2013. |
| 2º     | Caucete      | 2 (Dos)    | 1993, 2005              |
| 2°     | Calingasta   | 2 (Dos)    | 1999, 2019              |
| 3º     | Pocito       | 1 (Una)    | 2007                    |
| 3º     | San Martín   | 1 (Una)    | 2009                    |
| 3º     | Valle Fértil | 1 (Una)    | 2010                    |
| 3º     | Santa Lucía  | 1 (Una)    | 2011                    |
| 3º     | Rawson       | 1 (Una)    | 2012                    |
| 3º     | Jáchal       | 1 (Una)    | 2014                    |
| 3º     | Zonda        | 1 (Una)    | 2015                    |
| 3º     | Albardón     | 1 (Una)    | 2016                    |
| 3º     | Chimbas      | 1 (Una)    | 2017                    |
| 3º     | Capital      | 1 (Una)    | 2018                    |
| -      | Angaco       | -          | -                       |
| -      | Iglesia      | -          | -                       |
| -      | 9 de Julio   | -          | -                       |
| -      | Sarmiento    | -          | -                       |
| -      | 25 de Mayo   | -          | -                       |
| -      | Ullum        | -          | -                       |

| Puesto | Departamento | Cantidad | Años       |
| ------ | ------------ | -------- | ---------- |
| 1º     | Jáchal       | 2 (Dos)  | 1993, 2009 |
| 1º     | Iglesia      | 2 (Dos)  | 2007, 2016 |
| 1º     | Pocito       | 2 (Dos)  | 2011, 2017 |
| 2º     | Santa Lucía  | 1 (Una)  | 2005       |
| 2º     | Capital      | 1 (Una)  | 2008       |
| 2º     | Calingasta   | 1 (Una)  | 2010       |
| 2º     | Sarmiento    | 1 (Uno)  | 2012       |
| 2º     | Angaco       | 1 (Uno)  | 2013       |
| 2º     | 25 de Mayo   | 1 (Una)  | 2014       |
| 2º     | Caucete      | 1 (Una)  | 2015       |
| 2°     | Albardón     | 1 (Una)  | 2018       |
| 2º     | Valle Fértil | 1 (una)  | 2019       |
| -      | 9 de Julio   | -        | -          |
| -      | Rawson       | -        | -          |
| -      | Rivadavia    | -        | -          |
| -      | San Martín   | -        | -          |
| -      | Ullum        | -        | -          |
| -      | Chimbas      | -        | -          |
| -      | Zonda        | -        | -          |

También en 2023 por primera vez se llevó a cabo el evento Forjar caminos. Una suerte de concurso en el que participan proyectos socio-territoriales liderados por mujeres  con diferentes fines. En total participan 19 proyectos, donde cada uno tiene la particularidad de representar a un departamento de la provincia. Cuatro de ellos son seleccionados y reciben una remuneración que les permite adquirir bienes para continuar con el proyecto. En esta primera edición resultaron seleccionados los proyectos de los departamentos Valle Fértil, 25 de Mayo, San Martín y Chimbas.
La edición 2024 de la fiesta, debido al contexto inflacionario y en el maro del ejercicio de políticas de autoridad, se llevó a cabo los días 30 de octubre, 1 y 2 de noviembre en Estadio San Juan del Bicentenario y el Velódromo Vicente Alejo Chancay en el predio de la Ciudad Deportiva en el departamento Pocito. En esta ocasión el certamen, que en 2023 se denominó Forjar caminos, llevó el nombre de Emprendedoras del Sol, la representante de Santa Lucía resultó como ganadora. No sé realizó el tradicional Carrusel del Sol y el Espectáculo final se repitió las tres noches con un despliegue menor del habitual. 

## Otros datos

### Personalidades que visitaron el evento
Anualmente a la fiesta asisten varias personalidades, que por lo general son invitadas por el Gobierno de la provincia. Las personalidades van desde políticos a personalidades del espectáculo nacional. En 2012 asistió a la fiesta Amado Boudou, como vicepresidente. Asimismo gobernadores de otras provincias como Sergio Uribarri, Gildo Insfrán, Juan Manuel Urtubey, Raúl Saldívar Auger y Celso Jaque han asistido al evento en 2008. Otros como Daniel Scioli en 2010, 2011, 2014 y 2015, Francisco Pérez en 2012 y 2013, Luis Beder Herrera en 2012, Mauricio Macri en 2013 y Alfredo Cornejo en 2016. Jorge Capitanich, como jefe de Gabinete Nacional y Ministros del gobierno nacional como: Florencio Randazzo en 2008, Alicia Kirchner en 2011, Enrique Meyer en 2013 y 2014, y Rogelio Frigerio en 2016. Embajadores como Gines González García en 2012 y 2014.
Entre las personalidades que visitaron la fiesta son: Mirtha Legrand en 1992, para amadrinar la fiesta y en 2010, Susana Giménez en 2009 y 2010, también para amadrinar a la fiesta, también Luis Ventura y Mariano Iúdica en 2013, Alejandro Wiebe (Marley) en 2010 y 2011, Leonardo Montero en 2010 y 2012 y Nicolás Magaldi en 2015. Actores como: Pepe Monje, Juan Darthes y Andrea Del Boca en 2013. Deportistas tales como: Alejandro Patronelli y Sergio Batista en 2011. Periodistas o conductores como: Víctor Hugo Morales en 2012 y Martín Jauregui en 2013. En otros como Estela de Carlotto en 2013 o Borja Blázquez en 2009, Jorge Coscia en 2013 y Karina Rabolini en 2010, 2011 y 2015. En 2016 asistieron Darío Barassi, Jorge Rial, Marina Calabró, Sofía Zámolo.
Músicos nacionales como: Marcela Morelo en 2005, Chaqueño Palavecino, Soledad Pastorutti y Jorge Rojas en 2010, Charly García y Palito Ortega en 2011, Patricia Sosa, Hilda Lizarazu, Lito Vitale en 2013 y Abel Pintos en 2015 actuaron en la fiesta. Asimismo asistieron bandas como: Tan Bionica y Illya Kuryaki and the Valderramas en 2015. A la vez han actuado músicos de reconocimiento internacional como: José Luis Rodríguez en 1997, Marco Antonio Solís en 2012, Carlos Baute en 2012, Ricardo Montaner en 2013, David Bisbal en 2015, Ricky Martin en 2016, el Grupo Maná en 2017, CNCO y Carlos Vives en 2018.

### Cifras de la fiesta
En el año 2008 un total de 80 mil personas asistieron a la Feria Temática, más de 150.000 mil personas asistieron al Carrusel del Sol, 300 artistas, de los cuales 260 fueron bailarines, participaron en el Espectáculo de cierre al que asistieron aproximadamente 60 mil personas, y año a año crece llegando y superando a las 100.000 almas en el Acto Central de Cierre de dicha celebración. Cerca de 1000 metros cuadrados tuvo el escenario que fue montado en la Quebrada de Zonda. Y un total de 2.884.000 pesos fue el costo total de la organización de la Fiesta.
En 2014, durante el despliegue de "Raíces de libertad" se logró un impresionante récord, el espectáculo tuvo música, baile, luces y la proyección mapping más grande del mundo, sobre la ladera de la Sierra Chica de Zonda, logrando su segundo Guinness World Records dentro de la provincia.
En 2019 Costanera Complejo Ferial abrió sus puertas por primera vez y mostró lo mejor de "El Calor de Lo Nuestro". Allí participaron más de 350 mil personas. El público, además de las personas de San Juan que participaron, fue igualado por los turistas: 87% nacionales y otros extranjeros, que dejaron más de $ 187 millones en San Juan.

### Spot de presentación de la fiesta
- Spot de presentación año 1973

- Spot de presentación año 2007

- Spot de presentación año 2009

- Spot de presentación año 2010

- Spot de presentación año 2012

- Spot de presentación año 2013

- Spot de presentación año 2014